# Fondation Sébastien Haller
La Fondation Sébastien Haller est une organisation a but non lucratif créée par le footballeur international ivoirien, sociétaire du club Borussia Dortmund, Sébastien Haller. Elle lance officiellement ses activités le 12 juin 2024 à Abidjan. Nommé ambassadeur de l’Unicef en septembre 2023, les activités de la fondation s’articulent autour de la santé, de l'éducation et la protection des enfants,,. Précisément, elle œuvre pour l’amélioration de la santé infantile et créé un environnement sain pour l’intégration de la jeunesse.

## Action

### Déclaration de l’état civil
En 2023, la Fondation Sébastien Haller en collaboration avec l’Unicef et l’Oneci lance la campagne de déclaration des naissances à travers un tournoi de football pour les enfants de 8 à 14 ans dans 12 villes de la Côte d’Ivoire. Intitulé « mon nom est personne » son objectif est de sensibiliser les parents sur l’importance des documents d’identification. À travers cette campagne, la Fondation prend en charge le processus de déclaration des naissances.

### Récolte de fonds
En décembre 2024, l’attaquant ivoirien veut lancer un dîner gala pour récolter des fonds pour des projets contribuant au mieux être des enfants.